# Pachyotoma pseudorecta
Pachyotoma pseudorecta is een springstaartensoort uit de familie van de Isotomidae. De wetenschappelijke naam van de soort is voor het eerst geldig gepubliceerd in 1972 door Haybach.